# California Environmental Protection Agency

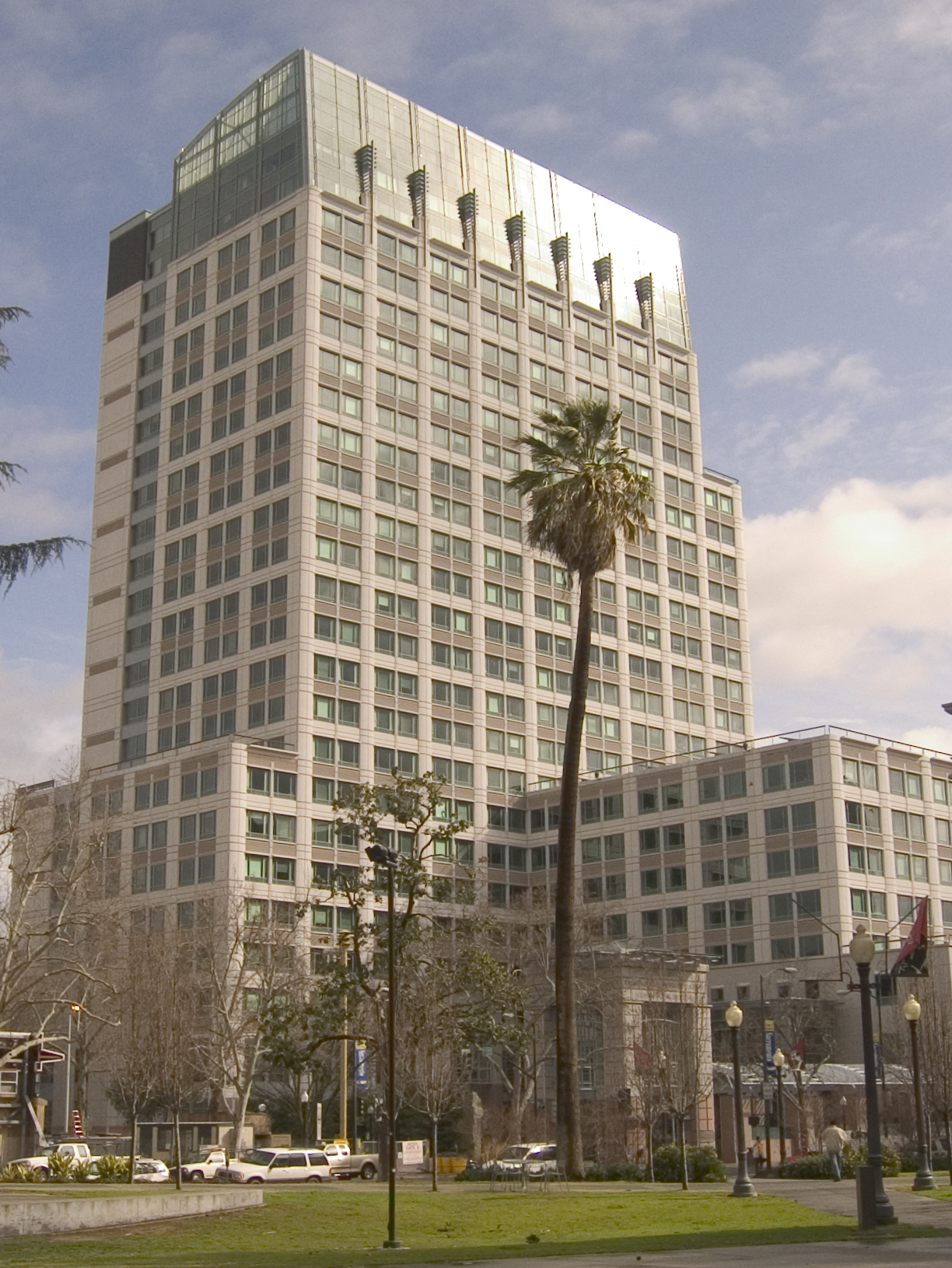
Hauptsitz der Behörde im Cal/EPA Building in Sacramento

Die California Environmental Protection Agency (CalEPA, deutsch Kalifornische Umweltschutzbehörde) ist die 1991 gegründete Umweltbehörde des US-Bundesstaats Kalifornien. Ihr Hauptsitz befindet sich in der Innenstadt von Sacramento.

## Aufgaben
Die Behörde widmet sich Aufgaben des Umweltschutzes zum Schutz der menschlichen Gesundheit in Kalifornien. Dazu zählen die Überwachung der Luft- und Trinkwasserqualität sowie die Regulierung von Pestiziden und die allgemeine Bewertung der Gesundheitsgefährdung durch Umweltprobleme. Angelegenheiten der Verwaltung der natürlichen Ressourcen und des Naturschutzes sind dagegen Aufgabe der California Natural Resources Agency (CNRA). Beispielsweise gehört die Überwachung der Trinkwasserqualität zu den Aufgaben der CalEPA (im California State Water Resources Control Board), die Verwaltung der Wasserressourcen im an Dürre leidenden Bundesstaat gehört jedoch zu den Aufgaben der CNRA (im California Department of Water Resources). Umweltschutzbehörde auf Bundesebene ist die Environmental Protection Agency.

## Geschichte
Im Wahlkampf für die Gouverneurswahlen von 1990 setzten sich beide Kandidaten (Dianne Feinstein und Pete Wilson) für die Einrichtung einer staatlichen Umweltschutzbehörde ein. Die California Environmental Protection Agency wurde nach der Wahl am 17. Juli 1991 von Gouverneur Pete Wilson durch Executive Order W-5-91 gegründet. Als ersten Leiter der Behörde ernannte er James Strock.
Am 1. Juni 2005 unterzeichnete Gouverneur Arnold Schwarzenegger Executive Order S-3-05, mit dem Ziel die Treibhausgasemissionen in Kalifornien bis 2010 auf das Niveau von 2000, bis 2020 auf das Niveau von 1990 und bis 2050 auf ein Niveau 80 % unter dem Niveau von 1990 zu senken. Im September 2006 beschloss die California State Legislature  das Gesetz AB 32, genannt Global Warming Solutions Act of 2006, das für die Umsetzung der Maßnahmen insbesondere durch das California Air Resources Board der CalEPA benötigt wurde. Das Gesetz entsprach der Linie des Kyoto-Protokolls, das von der Bundesregierung der Vereinigten Staaten nie ratifiziert wurde. AB 32 war damit das erste Programm des Landes, das einen umfassenden, langfristigen Ansatz zur Bekämpfung des Klimawandels verfolgte.

## Hauptsitz
Der Hauptsitz der Umweltbehörde befindet sich im Joe Serna Jr. Cal/EPA Building an der Kreuzung von 10th und I Street in der Innenstadt von Sacramento. Der Bau des 25-stöckigen und 113 m hohen, postmodernen Hochhauses begann 1998 und dauerte bis 2000. In einem am 19. September 2000 angenommenen Beschluss des Stadtrats wurde das Hochhaus nach einem verstorbenen Bürgermeister von Sacramento benannt. Das Gebäude gilt als eines der energieeffizientesten Hochhäuser der Vereinigten Staaten, was unter anderem durch emissionsarme und recycelte Bauprodukte, effiziente Glas- und Fassadenkomponenten, ein modernes Kühl- und Lüftungssystem und Photovoltaik erreicht wurde. Es erlangte den Platinum-Status im LEED-System.

## Abteilungen

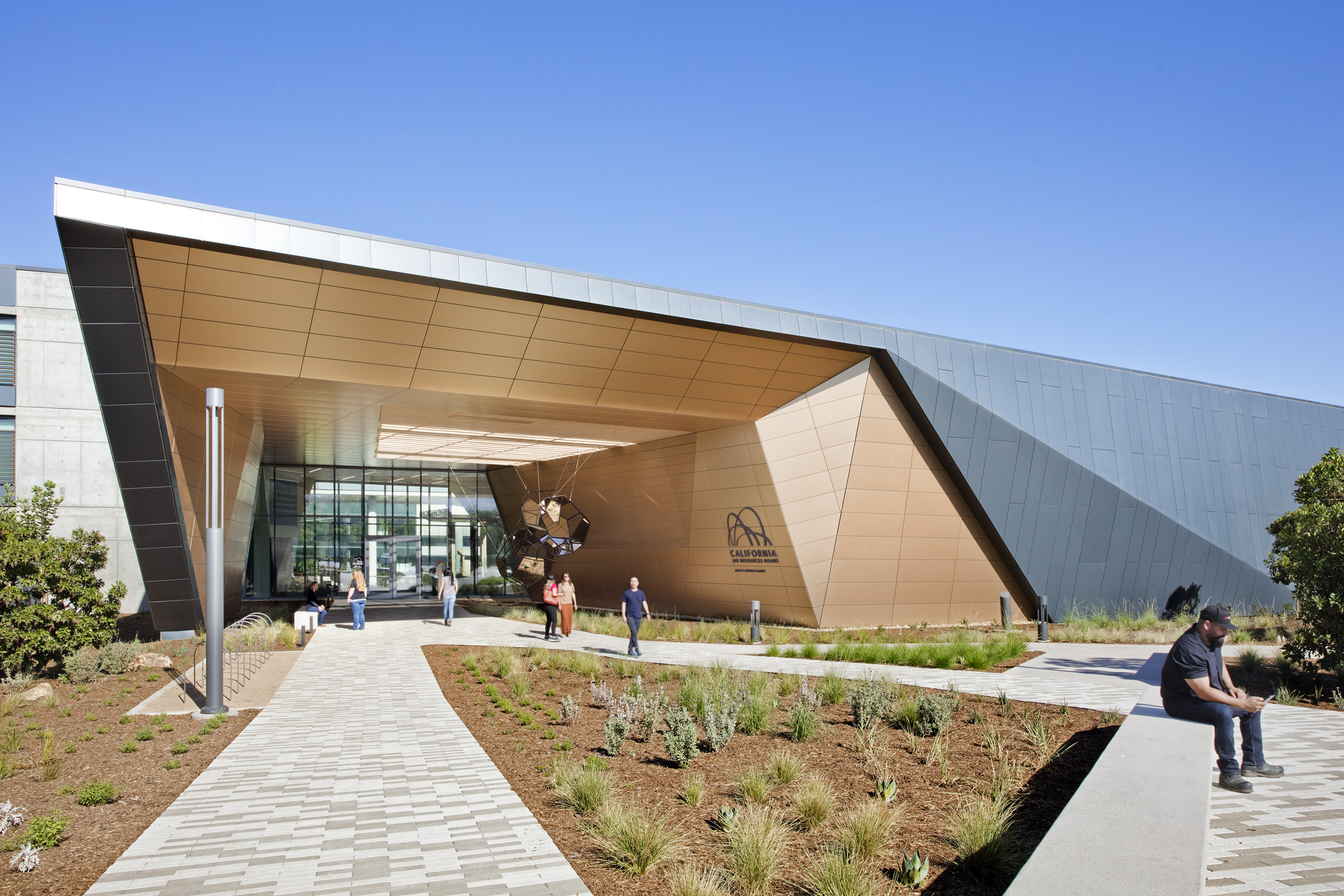
Hauptsitz des California Air Resources Boards

Die California Environmental Protection Agency weist folgende Abteilungen auf:
- California Air Resources Board (CARB)
- Department of Pesticide Regulation (DPR)
- Department of Resources Recycling and Recovery (CalRecycle)
- Department of Toxic Substances Control (DTSC)
- Office of Environmental Health Hazard Assessment (OEHHA)
- State Water Resources Control Board (SWRCB)

## Liste der Secretaries
Die California Environmental Protection Agency wird vom Secretary for Environmental Protection (Secretary of CalEPA) geleitet, der vom Gouverneur von Kalifornien ernannt wird und durch den Senat von Kalifornien bestätigt wird.
| Amtszeit       | Secretary         | Gouverneur            | Belege        |
| -------------- | ----------------- | --------------------- | ------------- |
| seit Sep. 2022 | Yana Garcia       | Gavin Newsom          | [ 14 ]        |
| 2019 bis 2022  | Jared Blumenfeld  | Gavin Newsom          | [ 15 ]        |
| 2011 bis 2018  | Matthew Rodriquez | Edmund G. Brown Jr.   | [ 16 ]        |
| 2006 bis 2011  | Linda Adams       | Edmund G. Brown Jr.   | [ 17 ]        |
| 2006 bis 2011  | Linda Adams       | Arnold Schwarzenegger | [ 18 ] [ 17 ] |
| 2003 bis 2006  | Terry Tamminen    | Arnold Schwarzenegger | [ 19 ]        |
| 1999 bis 2003  | Winston Hickox    | Gray Davis            | [ 20 ] [ 2 ]  |
| 1997 bis 1999  | Peter Rooney      | Pete Wilson           | [ 21 ]        |
| 1991 bis 1997  | James Strock      | Pete Wilson           | [ 3 ] [ 22 ]  |

## Haushalt
Für das Fiskaljahr 2021/22 betrug der Haushalt der CalEPA laut dem Legislative Analyst's Office (LAO) 7,4 Milliarden US-Dollar und damit 4,7 Milliarden US-Dollar weniger als im Vorjahr. Von den 7,4 Milliarden US-Dollar gingen jeweils mehr als 2 Milliarden an das Water Resources Control Board und das Air Resources Board.